# سوزان لويس غراهام
سوزان لويس غراهام (بالإنجليزية: Susan L. Graham)‏ هي عالمة كمبيوتر أمريكية. تشغل حاليا منصب أستاذة متميزة في علوم الكمبيوتر قسم الهندسة الكهربائية وعلوم الحاسوب في جامعة كاليفورنيا في بيركلي.

## التعليم المهني
ولدت سوزان في كليفلاند وحصلت على شهادة بكالوريوس في الرياضيات من جامعة هارفارد في عام 1964.
ثم أكملت دراساتها العليا في علوم الكمبيوتر في جامعة ستانفورد قبل أن تنال شهادة ماجستير في عام 1966 ثم درجة الدكتوراه في عام 1971 تحت إشراف البروفسور ديفيد جريز. انضمت عام 1971 إلى هيئة التدريس في جامعة كاليفورنيا في بيركلي ثم ترقت من أستاذة مساعدة (1971-1976) إلى أستاذ مشاركة (1976-1981) فأستاذة مرسَّمة منذ عام 1981.
تُركز غراهام في مشاريعها البحثية على ما يلي:
- لغة الهارمونيا في إطار تطوير البرمجيات التفاعلية.[10]
- قائمة تيتانيوم جافا من أجل تطوير لغة البرمجة المتوازية، الترجمة ووقت التشغيل.[11]

نشرت غراهام عشرات البحوث والمقالات وقدمت عدة محاضرات كما نشرت مئات المواضيع التي تتعلق بلغات الكمبيوتر وبيئات البرمجة. تشغل منصب رئيس في مجلس المستشارين في العلوم والتكنولوجيا بالولايات المتحدة؛ ومن بين الأنشطة الأخرى التي تقوم بها ترأس فريق البرمجيات مفتوحة المصدر من أجل الارتقاء بعلم الحوسبة. شاركت غراهام منذ فترة طويلة في تقديم ندوات ومؤتمرات في جامعة هارفارد، وبلغت ذروة شهرتها عقب انضمامها لشركة هارفارد
في عام 2011.

## الأوسمة والجوائز
في عام 1994 انتُخبت كزميلة في رابطة مكائن الحوسبة، وهي أيضا زميلة في الجمعية الأمريكية لتقدم العلوم، الأكاديمية الأمريكية للفنون والعلوم ومعهد مهندسي الكهرباء والإلكترونيات. كما تشغل منصب عضو في الأكاديمية الوطنية للهندسة.
في عام 2004 تم اختيار ورقتها البحثية في قائمة أفضل 50 ورقات بحثية وأفضل أربع ورقات منذ العام 1982.
في عام 2009 فازت جراهام بميدالية جون فون نيومان من جمعية مهندسي الكهرباء والإلكترونيات نظرا لمساهماتها في لغات البرمجة وفي تصميم وتنفيذ عشرات التطبيقات والبرامج المهمة وتقديمها لخدمة مثالية في علوم الكمبيوتر.
في 29 أيلول/سبتمبر 2011  تم تكريمها من قبل رابطة مكائن الحوسبة حيث فازت بجائزة كين كينيدي في سياتل خلال المؤتمر الدولي حول الحوسبة عالية الأداء.